# Ghiacciaio Omega
Il ghiacciaio Omega (in giapponese: オメガ氷河, Omega-hyōga) è un ghiacciaio situato sulla costa del Principe Olav, nella Terra della Regina Maud, in Antartide. Il ghiacciaio fluisce verso nord fino a giungere sulla costa, dove sfocia in mare poco a sud di capo Omega.

## Storia
Il ghiacciaio Omega è stato mappato e così battezzato da cartografi giapponesi grazie a fotografie aeree scattate nel corso della spedizione giapponese di ricerca antartica svoltasi tra il 1957 e il 1962.